# Myrmelachista kraatzii
Myrmelachista kraatzii är en myrart som beskrevs av Julius Roger 1863. Myrmelachista kraatzii ingår i släktet Myrmelachista och familjen myror. Inga underarter finns listade i Catalogue of Life.